# Cerro Grande
Cerro Grande is een gemeente in de Braziliaanse deelstaat Rio Grande do Sul. De gemeente telt 2.659 inwoners (schatting 2009).